# Stawy Młyńsko
Stawy Młyńsko – użytek ekologiczny znajdujący się we wschodniej części mikroregionu Pogórza Izerskiego – w Kotlinie Mirskiej, w miejscowości Młyńsko w powiecie lwóweckim, w gminie Gryfów Śląski i częściowo na terenie gminy Mirsk.

## Zasięg
Kompleks obejmuje dwanaście niezależnych stawów, które położone są na granicy gminy Gryfów Śląski i gminy Mirsk. Miejscowości, na terenie których znajdują się Stawy Młyńsko:
- Młyńsko,
- Rębiszów (Rębiszów Dolny),
- Gajówka[2].

## Informacje
Użytek ekologiczny Stawy Młyńsko został ustanowiony Uchwałą Nr XLIV/316/06 Rady Miejskiej Gminy Mirsk z dnia 7 lipca 2006 r. oraz Uchwałą Nr LXXIV/256/06 Rady Miejskiej Gryfów Śląski z dnia 27 września 2006 r. Obejmuje swoim obszarem 142,25 ha. Kompleks stawów hodowlanych Stawy Młyńsko jest siedliskiem lęgowym dla wielu gatunków ptaków chronionych. Teren rezerwatu to także obszar odpoczynku i żerowania dla wielu gatunków przelotnych. Stawy Młyńsko to największy obszar zbiorowiska szuwarowego.